# Thierry Omeyer
Thierry Omeyer (Mulhouse, 2. studenog 1976.) je bivši francuski rukometni vratar i najbolji rukometni vratar svih vremena. Igra u francuskom rukometnom prvoligašu Paris Handball. Prije prelaska u THW Kiel igrao je za francuski Montpellier HB s kojim je 4 puta osvojio prvenstvo i kup, te 2003. godine i rukometnu ligu prvaka.
S reprezentacijom je osvojio naslov svjetskog prvaka 2001. godine, te naslov europskog prvaka 2006. godine. Na EP 2006. godine proglašen je za najboljeg vratara. Za reprezentaciju je odigrao prvu utakmicu u rujnu 1999. godine u kvalifikacijama za EP protiv Rumunjske.

### Najveći uspjesi
- S Montpellierom
  - 5 puta prvak Francuske: 2002., 2003., 2004., 2005., 2006.
  - 5 puta osvajač kupa Francuske: 2001., 2002., 2003., 2005., 2006.
  - osvajač Lige prvaka: 2003.
  - osvajač francuskog liga-kupa: 2004., 2005., 2006.
  - najbolji vratar Francuske: 2000., 2004., 2006.
- S francuskom reprezentacijom
  - europski prvak: 2006., 2010.
  - svjetski prvak: 2001., 2009.
  - olimpijski prvak: 2008.
  - svjetska bronca: 2003., 2005.
  - najbolji vratar EP: 2006.
  - najbolji vratar SP: 2009.

## Vanjske poveznice
- Profil na Kielovoj službenoj stranici  Arhivirana inačica izvorne stranice od 24. kolovoza 2006. (Wayback Machine)